# Marina Fall
Marina Fall är ett vattenfall i Guyana.   Det ligger i regionen Potaro-Siparuni, i den centrala delen av landet, 220 km sydväst om huvudstaden Georgetown. Marina Fall ligger 477 meter över havet.
Terrängen runt Marina Fall är kuperad åt nordost, men åt sydväst är den platt. Terrängen runt Marina Fall sluttar norrut.  Trakten runt Marina Fall är nära nog obefolkad, med mindre än två invånare per kvadratkilometer. Det finns inga samhällen i närheten. I omgivningarna runt Marina Fall växer i huvudsak städsegrön lövskog.